# Brenda De Banzie
Brenda De Banzie (parfois créditée Brenda de Banzie) est une actrice britannique, née à Manchester (Angleterre, Royaume-Uni) le 28 juillet 1909 et morte à Haywards Heath (Angleterre, Royaume-Uni) le 5 mars 1981.

## Biographie
Au cinéma, entre 1951 et 1967, Brenda De Banzie participe à vingt-sept films, majoritairement britanniques, à l'exception de deux films américains (dont L'Homme qui en savait trop en 1956, l'un de ses plus connus, où elle interprète Lucy Drayton, face à James Stewart et Doris Day) et d'un film américano-britannique en 1963 (La Panthère rose, également bien connu, avec Peter Sellers). Parmi ses films britanniques, citons Chaussure à son pied (1954), aux côtés de Charles Laughton et John Mills, qui lui vaut l'année suivante une nomination au British Academy Film Award de la meilleure actrice dans un rôle principal, et Le Cabotin (1960), avec Laurence Olivier et Joan Plowright.
Ce dernier film, réalisé par Tony Richardson, est l'adaptation d'une pièce de théâtre (titre original : The Entertainer), créée à Londres en 1957 puis reprise à Broadway (New York) en 1958, par la même équipe (Richardson à la mise en scène, et dans les rôles principaux, Olivier, Plowright et De Banzie — cette dernière aura d'ailleurs une nomination au Tony Award de la meilleure actrice dans un second rôle —). Observons aussi qu'au théâtre, en dehors du Royaume-Uni, Brenda De Banzie s'était déjà produite à Broadway les deux années précédentes (1956-1957).
Enfin, à la télévision, elle contribue à neuf séries britanniques, la première en 1956, la dernière en 1971.

## Filmographie

### Cinéma (intégrale)
- 1951 : Private Information de Fergus McDonell : Dolly
- 1951 : L'assassin frappe à minuit (The Long Dark Hall) de Reginald Beck et Anthony Bushell : Mrs Rogers
- 1952 : I Believe in You de Basil Dearden et Michael Relph : Mrs Hooker
- 1952 : Never look back de Francis Searle : Molly Wheeler
- 1953 : Le Ballon jaune (The Yellow Balloon) de J. Lee Thompson : la cliente à l'étal de fruits
- 1953 : A Day to Remember de Ralph Thomas : Mrs Collins
- 1954 : The Happiness of Three Women de Maurice Elvey : Jane Price
- 1954 : Don't blame the Stork d'Ákos von Ráthonyi : Evelyn Steele
- 1954 : Chaussure à son pied (Hobson's Choice) de David Lean : Maggie Hobson
- 1954 : La Flamme pourpre (The Purple Plain) de Robert Parrish : Miss McNab
- 1954 : What Every Woman wants de Maurice Elvey : Sarah
- 1955 : L'Abominable Invité (As Long as they're happy) de J. Lee Thompson : Stella Bentley
- 1955 : Rendez-vous à Rio (Doctor at Sea) de Ralph Thomas : Muriel Mallet
- 1955 : L'Enfant et la Licorne (A Kid for Two Farthings) de Carol Reed : Lady Ruby
- 1956 : La Maison des secrets (House of Secrets) de Guy Green : Isabella Ballu
- 1956 : L'Homme qui en savait trop (The Man who knew too much) d'Alfred Hitchcock : Lucy Drayton
- 1958 : Passeport pour la honte (Passport to Shame) d'Alvin Rakoff : Aggie
- 1959 : Ni fleurs ni couronnes (Too Many Crooks) de Mario Zampi : Lucy
- 1959 : Les 39 Marches (The 39 Steps) de Ralph Thomas : Nellie Lumsden
- 1960 : Le Cabotin (The Entertainer) de Tony Richardson : Phoebe Rice
- 1961 : La Marque (The Mark) de Guy Green : Gertrude Cartwright
- 1961 : Flammes dans la rue (Flame in the Streets) de Roy Ward Baker : Nell Palmer
- 1961 : Le Rendez-vous de septembre (Come September) de Robert Mulligan : Margaret Allison
- 1962 : A Pair of Briefs de Ralph Thomas : Gladys Worthing
- 1962 : Choc en retour (I thank a Fool) de Robert Stevens : l'infirmière Drew
- 1963 : La Panthère rose (The Pink Panther) de Blake Edwards : Angela Dunning
- 1967 : L'Héritière de Singapour (Pretty Polly de Guy Green : Eva Innes-Hook

### Télévision (sélection)
- 1956 : Miss Chloe (téléfilm) de Jenifer Wayne : Chloe
- 1956 : Robin des Bois (The Adventures of Robin Hood) (série télévisée), saison 2, épisode 6 The Imposters de Lindsay Anderson : Lady Geraldine Pomfret

## Théâtre
(sélection de pièces)
- 1952-1953 : Murder Mistaken de Janet Green (à Londres)
- 1956-1957 : Speaking of Murder d'Audrey et William Roos, coproduite par Burgess Meredith, mise en scène par Delbert Mann (à Broadway)
- 1957 : The Entertainer de John Osborne, mise en scène par Tony Richardson, avec Laurence Olivier, Joan Plowright (à Londres ; reprise à Broadway en 1958)